# 542년

## 연호
- 남량(南梁) 대동(大同) 8년
- 동위(東魏) 흥화(興和) 4년
- 서위(西魏) 대통(大統) 8년
- 신라(新羅) 건원(建元) 7년

## 기년
- 남량(南梁) 무제(武帝) 41년
- 동위(東魏) 효정제(孝靜帝) 9년
- 서위(西魏) 경문제(景文帝) 8년
- 신라(新羅) 진흥왕(眞興王) 3년
- 고구려(高句麗) 안원왕(安原王) 12년
- 백제(百濟) 성왕(聖王) 20년

## 사건
- 토틸라가 이끄는 동고트족 군대가 비잔틴령 나폴리를 점령하고 루카니아, 풀리아, 칼라브리아 3주의 항복을 받다.

## 탄생
- 신라(新羅)의 승려(僧侶) 원광(圓光)